# Caricyno (Mosca)
Il quartiere Caricyno o Tsaritsyno (leggi zarìzzino; in russo Район Царицыно?, "della zarina") è un quartiere di Mosca sito nel distretto meridionale.
Incluso nel territorio cittadino nel 1960 - all'epoca si chiamava Lenino - ospita l'importante omonimo parco e palazzo voluti da Caterina II di Russia nel 1775.